# 天元突破 紅蓮螺巖
《天元突破 紅蓮螺巖》（日语：天元突破グレンラガン）是由GAINAX、Aniplex、科樂美數位娛樂（KDE-J）所製作的機器人動畫，於2007年4月1日開始逢星期日8:30-9:00放映，獲選為2007年第11屆日本新媒體動漫藝術節動畫部門優秀獎。台灣於2009年4月28日起每週一至五21:00-21:30在Animax Asia播出，次日（2009年4月29日）起在香港開播。
於2008年9月6日推出劇場版「紅蓮篇」，2009年4月25日推出劇場版「螺巖篇」。

## 作品概要
天元突破有著中央突破、王道路線的含意。
天元突破主要是呼應最終話「連天與次元都一併突破」此句，與圍棋術語相同應該是兼用其涵義。
也是天空或屋頂之意，依照劇情中主角一開始從地底出來，再到宇宙進行作戰，就可了解此意，主角也常說是要突破天空的男人，這是一部熱血又勵志的作品。
作品於2006年7月11日在帝國飯店公開發表開始製作，同年亦在C3×HOBBY實行委員會的登場人物hobby活動中發表了有關資料。

## 劇情概要
第一部『立志編』：開端（1-8話）。
第二部『風雲編』：妮亞～螺旋王都攻城戰（9-15話）。
「第一、二部」的總集編：第16話(第1話-第15話)。
第三部『怒濤編』：7年後的故事（17-22話）。
第四部『回天編』：與反螺旋族決戰（23話-27話最終話）。

## 登場人物

### 主要角色
- 西蒙（Simon，聲優：日本→柿原徹也、菅生隆之（二十年後）／台灣：劉傑／香港：李家傑 ／中国：濮存昕、叶知秋（二十年後)）

本作品的男主角。在地下世界的部落「基哈村」長大的少年，七歲時由於地震而喪失雙親。故事前期（第1至10話）性格軟弱、優柔寡斷，但擁有冷靜看清狀況的判斷力。
經常帶著具照明功能的護目鏡的西蒙，一邊為擴張基哈村而持續挖穴的工作，一邊尋找深埋地底的新奇事物作為生活意義。過人的鑽洞技術與手工藝資質確實連村民也予以認同，不過卻不獲同齡的年輕人理解，並被冠上「鑽洞西蒙」的渾號。
某日，西蒙一如以往在發掘新奇事物的時候，發現鑽頭型的鑰匙——核心鑽。其後，在機緣巧合之下啟動了「螺巖」（Lagann），更以紅蓮團（Team Gurren）一員的身分跟隨卡米那在地上世界闖蕩。
在大顏山強奪作戰當日因目睹卡米那和庸子感情的告白而陷入精神不穩狀態，影響了預定的作戰流程，間接造成卡米那陣亡。此後打算成為卡米那的替身，不斷帶著不穩定的情緒戰鬥，並刻意模仿「那個人」衝動魯莽、毫無牌理可言的作戰方式，這不但令他遭到大紅蓮團的同伴排斥，就連螺巖也拒絕了他。雖然一度自暴自棄，但經過妮亞的開解以及與顏面戰鬥，找到了「自己是自己」這答案，恢復了戰意。之後，終於在一眾團員認同的情況下，從奇坦手上接任了大紅蓮團的領袖之位。打敗螺旋王後，成為新政府的總司令，7年後因為反螺旋族展開人類殲滅系統而幾歷挫折，倚仗著對妮亞的愛情，驚人的螺旋力及持續不已的奮戰，讓他從月球一舉戰到次元縫隙，突破宇宙各種定律，以絕對劣勢扳倒反螺旋族。
與妮亞婚禮結束後，將核心鑽頭交付給吉米，隨即浪跡天涯。
- 卡米那（Kamina，聲優：日本→小西克幸／台灣：夏治世／香港：陳健豪／中国：陈佩斯）

本作第一話－第八話的另外一位男主角。與西蒙同為基哈村的青年、年紀比西蒙較長。相信夥伴，強調以氣勢解決困難，毫不掩飾好色本性，常亂來而產生不少搞笑情節，帶頭親身戰鬥死撐到最後的領袖型人情派熱血漢。
「紅蓮」（Gurren）的駕駛員，大紅蓮團的初代領袖。因為孩提時代曾被父親帶到地上，所以經常不滿地下世界不見天日的生活，並成為村內第一號滋事份子。到達地面後為搜索獸人的據點而展開旅程，遊歷中與西蒙一再擊退獸人的顏面部隊，令紅蓮團聲名大噪，各地零散的抵抗戰士聽到他們活躍的傳聞相繼入團。
隨著紅蓮團的擴大，卡米那決定策動大顏山強奪作戰。作戰時，他為了掩護西蒙，與其他同伴一起在最前線持續奮戰。不過，先後受到基米花和維拉爾的重創令卡米那負上了致命傷，在戰鬥結束時給西蒙遺下「男子漢的信念」後，安詳的去世。七年後，由大紅蓮團所成立的新政府為他建立了銅像。
「大紅蓮團」成員困在多元宇宙虛幻空間時，再度以精神型態給西蒙和庸子指點迷津，協助他們從多元宇宙虛幻空間中脫困。
認為知心的朋友是「靈魂的兄弟」，是西蒙所景仰的大哥。同時，卡米那也絕對信賴西蒙，二人是很好的搭檔。在與大顏山決戰前夕接受庸子的感情，成為戀人。很多人都因卡米那的犧牲受到嚴重打擊，尤其是與他最為親密的西蒙和庸子。
卡米那平時會帶著從村長處搶過來的日本刀、身披父親的紅色斗篷和髑髏手鐲。其他外在特徵包括有上半身左右對稱的藍色刺青以及V字型紅色太陽鏡。有將敵人的東西據為己有的傾向，其配刀、座機、「紅蓮螺巖」（Gurren Lagann）的頭盔、「大紅蓮」（Dai-Gurren）等都是其戰利品。（從某角度看，西蒙也是他由村長處搶過來的）
- 布塔（Boota，聲優：日本→伊藤靜／台灣：李明幸）

是一隻生存於地下世界的鼴鼠豬。一直跟隨西蒙作戰。
有次西蒙和卡米那因肚餓而沒能量戰鬥時，牠咬下自己的尾巴給西蒙和卡米那吃，西蒙和卡米那隨即恢復能量並打敗了獸人軍（事後尾巴長回原狀）。
最後之戰，牠感應西蒙的螺旋力後自身亦產生螺旋力，不斷感應螺旋力不斷提升螺旋力，後來曾一度變成人形企圖阻止安基斯拜拉爾繼續將「大紅蓮團」成員困在多元宇宙虛幻空間中，但是牠和羅傑儂一同發動螺旋力時，自己也進入了多元宇宙迷宮。
- 庸子（Yoko，聲優：日本→井上麻里奈／台灣：穆宣名／香港：黃鳳兒／中国：苏柏丽→乔诗语）

本作女主角。基哈村隔壁的地上部落「利坦拿村（Ritona/Littner）」出身。紅蓮團第一的狙擊手。擁有與年齡不符的成熟身段，身材火辣的性感美少女。雖然與西蒙屬同世代，不過，對比起內向和對地上的事一竅不通的西蒙，庸子會給予人一種較為年長的錯覺。
追蹤顏面的時候，從地上世界緊隨至基哈村，與西蒙和卡米那相遇，並與他們一起行動。平時攜帶著近乎等身大的超電導狙擊槍，頭上的髮飾亦隱藏著武器。
自從邂逅以來對卡米那言行一直感到吃驚不已，好感轉化為愛情。大顏山強奪作戰前夕向卡米那表白成為了戀人，只是卡米那在打敗四天王基米花後重傷去世。
縱然以前曾多次鼓勵著西蒙，但卡米那的死亡後，西蒙受挫而自我封閉時庸子堅持要「讓他自己站起來」，庸子當時勉強撐著自己，已顧不到他人。
打敗羅傑儂後6年，她從紅蓮團引退，並在一個小島當上一個教師，化名為「由美子」，之後因反螺旋族安基斯拜拉爾侵略地球而回歸紅蓮團戰鬥，在結局時她回到小島當上校長。
【華人圈一般使用的譯名是「優子」或「陽子」，但DVD代理商柏斯有限公司使用的譯名是「庸子」，當初被罵翻天。但日文在DVD第五集附的廣播劇中，使用的漢字就是「庸子」，讓許多人當場跌破眼鏡。】
- 妮亞（Nia Teppelin，聲優：日本→福井裕佳梨／台灣：黃珽筠／香港：王夢華／中国：醋醋）

本作另一位女主角（第九話出場）。名字發音近似Near，有靠近之意。統治獸人的螺旋王羅傑儂（Lordgenome）的第一王女（第一公主）。擁有特殊的髮色、呈現四葉草型紋章的雙瞳和與人類不同的不變姿容。自出生後一直在獸人圍繞的環境中成長，對這以外的人與事均一無所知，所以這位不懂世故的小姐對外界的一切也表現出旺盛的好奇心。
平常說話會用上敬語，但詞彙並不豐富，喜歡用「～是什麼？」的句式來發問。具有天真無邪、不食人間煙火的氣質，卻堅守自己的原則，性格有著意外執著的一面，是個信念很強的美少女。低階的獸人從來沒機會一睹公主的廬山真面目，只有高位的四天王才認識她。她說了某言詞為契機，被螺旋王堅絕地拋棄。幸獲西蒙發現，進入大紅蓮團。
起初身為螺旋王女兒的妮亞不獲西蒙以外的船員信任，但經過為保衛大紅蓮而與亞迪妮對峙一事，她成功贏得眾人的信賴。對在地上最初遇見又經常幫助自己的西蒙寄予全盤信賴，當西蒙被同伴唾棄時，妮亞是唯一不斷鼓勵他振作的人。
看似柔弱的妮亞其實擁有在庸子之上的運動能力。本來留長的頭髮在戰鬥之中因庸子的射擊變得長短不一，其後亦請庸子理髮，轉成清爽的髮型。
實為反螺旋族安基斯拜拉爾的信使，因地球人口突破了一百萬而覺醒，執行人類殲滅系統消滅人類，並讓月球在三周後與地球相撞來毀滅人類。
在月球時一度阻止西蒙啟動超銀河大紅蓮，後來被西蒙的說話動搖後讓步，不過也因人類殲滅系統無效而被安基斯拜拉爾召喚回去來分析人類數據，之後西蒙前往相救，並一起打倒安基斯拜拉爾，但由於妮亞是安基斯拜拉爾的假想生命體，安基斯拜拉爾死後，本體也支持不住，最後和西蒙舉行婚禮後消失。
- 羅修（Rossiu Adai，聲優：日本→齋賀觀月、中田讓治（二十年後）／台灣：李明幸、夏治世（七年後）／香港：劉惠雲、陳健豪（七年後））

來自「亞達依村」。後和西蒙一起駕駛紅蓮螺巖，長大後是輔佐官，一度成為總司令，最後出任大統帥。
卡米那常以「大額頭」稱呼他。
因反螺旋族安基斯拜拉爾的侵略的防禦戰令眾多平民受到傷害，為了平息民間暴動，忍痛將西蒙判處死刑，之後為保護方舟上的18萬名平民而飛出大氣層，不料正中反螺旋族的陷阱，後來得西蒙相救，方舟全員方得以保存性命。返回地球策劃好重建計劃後，他回到自己出生地企圖舉槍自盡來承擔自己的過錯時，西蒙藉由羅傑儂的「螺旋界認知轉移系統」使用穿越時空的力量來到羅修面前並一拳打醒他，西蒙眾人前往反螺旋族安基斯拜拉爾的母星時，他自願留下來保護地球，廿年後他當上了大統帥維持宇宙安定。

### 大紅蓮團／新政府
- 李龍（Leeron Littner，聲優：日本→小野坂昌也／台灣：李香生／香港：黎家希）

「大紅蓮團」的天才機械技師，行為舉止非常女性化。
之後在「大紅蓮」上頭擔任通訊和技術人員。
在新政府成立後，擔任科學局局長。
- 奇坦（Kittan Bachika，聲優：日本→谷山紀章／台灣：林谷珍／香港：何偉誠）

「黑之兄妹」的大哥，家族以狩獵獸人維生。
七年後擔任了新政府的法務局局長。之後喜歡上了庸子。
最後螺旋力覺醒使用了「大王奇坦巨鑽爆擊」後壯烈犧牲。
- 奇揚（Kiyoh Bachika，聲優：日本→佐藤利奈／台灣：李明幸／香港：黃鳳兒）

「黑之兄妹」的長女，是個金髮美女。
七年後初為人母後更添成熟感。
之後與達雅卡結婚並生下一女叫做「安妮」，是全世界的第一百萬個人口，也是反螺旋族發動侵略的導火線。
- 奇儂（Kinon Bachika，聲優：日本→植田佳奈／台灣：何蕙如／香港：王夢華）

「黑之兄妹」的次女，是個眼鏡娘。
之後在「大紅蓮」上頭擔任雷達管制人員。
喜歡羅修。七年後成為新政府一員，輔助羅修。
- 奇雅露（Kiyal Bachika，聲優：日本→阿澄佳奈／台灣：穆宣名／香港：劉惠雲）

「黑之兄妹」的三女，是有一口虎牙的么妹。
- 達雅卡（Dayakka Littner，聲優：日本→中村大樹／台灣：林谷珍／香港：何偉誠）

原為利坦拿村的村長，後以顏面駕駛員身份加入大紅蓮團的戰鬥，最後坐鎮於大紅蓮的艦橋擔任總指揮。
之後與奇揚結婚並育有一女叫做「安妮」，是全世界的第一百萬個人口，也是反螺旋族發動侵略的導火線。
- 吉米（Gimmy Aday，聲優：日本→本田貴子／台灣：李明幸、黃珽筠（七年後）／香港：黃鳳兒）

面上有雀班，從地底帶來的小孩，是達莉的雙胞胎哥哥。
大紅蓮團一員，長大後是大紅蓮團和新政府的駕駛員，操作小紅蓮螺巖。
從小就對李龍十分恐懼。
- 達莉（Darry Aday，聲優：日本→伊藤靜／台灣：何蕙如、李明幸（七年後）／香港：王夢華）

從地底帶來的小女孩，是吉米的雙胞胎妹妹。
大紅蓮團一員，長大後是大紅蓮團和新政府的駕駛員，操作小紅蓮螺巖，比吉米成熟穩重。
- 可可爺（Old Coco，聲優：日本→檜山修之／台灣：李香生）

神出鬼沒的老人，同時在「大紅蓮團」擔任廚師。
在妮亞有難的時候會現身並伸出援手，是螺旋王(羅傑儂)創造給妮亞的管家獸人。
- 索西 （Zorthy Kanai，聲優：日本→川上貴史／台灣：李香生）

綠髮，臉部留少許鬍子，有吸菸的習慣。
在「超銀河大紅蓮」轉變成人型的十分鐘內，遭無顏擊敗的第一名犧牲者。
- 奇鐸 （Kid Coega，聲優：日本→近藤隆／台灣：鈕凱暘）

褐髮，臉部有雀斑，及臉頰兩旁留有少許鬍子。與愛拉酷合稱旋風兄弟。
與愛拉酷一同去解救索西，目睹索西死亡後，憤而向無顏發動猛攻，最終彈盡而亡。
- 愛拉酷（Iraak Coega，聲優：日本→桐井大介／台灣：游景翔）

藍色長髮,喜歡擺帥氣的姿式。座機是愛因薩アインザー
與奇鐸一同去解救索西，目睹索西死亡後，憤而向無顏發動猛攻，最終彈盡而亡。
- 喬剛 （Jorgun Bakusa，聲優：日本→四宮豪／台灣：詹君陽）

與巴林波擅長搶奪敵方的「顏面」，也一同加入「大紅蓮團」。
為了掩護吉米和達莉被無顏包圍中脫困，和巴林波一同犧牲。
- 巴林波（Balinbow Bakusa，聲優：日本→堂坂晃三／台灣：林谷珍）

與喬剛擅長搶奪敵方的「顏面」，也一同加入「大紅蓮團」。
喬剛之後擔任了「新政府」的人民局局長。
為了掩護吉米和達莉被無顏包圍中脫困，和喬剛一同犧牲。
- 麥肯 （Makken Jokin，聲優：日本→神永レオ／台灣：詹君陽）

大紅蓮團的戰士，後來與麗迪結婚並育有三名子女。
在無顏戰中為了保護「超銀河大紅蓮」，捨身衝向對「超銀河大紅蓮」襲來的導彈，犧牲了自己。
- 麗迪（Leite Jokin，聲優：日本→本田貴子／台灣：李明幸）

她是個穿白袍戴方框眼鏡的愛煙家金髮美女。
後期專門處理機械維修，並與麥肯結婚育有三名子女。
- 阿天波羅（Attenborough Cortitch，聲優：日本→桐井大介／台灣：夏治世）

為大紅蓮團的專屬砲手，雖然每次砲擊的效率極差，但都是使用彈幕型射擊，所以命中率還是很高。
喜歡在命令未下達完時或在下達命令之前就按按鈕。
- 鐵罐（Tetsukan Littner，聲優：日本→水島大宙／台灣：林谷珍）

負責監管大紅蓮團母艦各部位情形的人員，主要監控雷達螢幕。很喜歡吃漢堡，總是素食不離身。漫畫版七年後喜歡希貝拉，不過後者對其並不感興趣。
- 伽巴魯（Gabal Docker，聲優：日本→四宮豪／台灣：詹君陽）

大紅蓮團母艦的掌舵員。
- 金不禮（Guinble Kaito，聲優：日本→水島大宙／台灣：李香生）

羅修當輔佐官後的跟班，之後在大紅蓮團進軍宇宙的同時監督地上的政府。

看似正經其實略帶傲嬌，漫畫版七年前年幼的金不禮目睹大紅蓮團於王都打敗螺旋王後，對地面上的居民升起勝利旗幟，並因此憧憬著日後能成為大紅蓮團的一員。雖然對大紅蓮團的崇拜是腦粉等級，卻不敢讓他人知道。
- 希貝拉（Cybela Kuto，聲優：日本→寺田春日／台灣：李明幸）

坐鎮於太空船「超銀河大紅蓮」的艦橋，為李龍的左右手。

### 獸人軍
- 維拉爾（Viral，聲優：日本→檜山修之／台灣：李香生／香港：黃志明）

獸人軍將領，所操作的顏面為「鹽基」（ENKI）。
常以「兔崽子」蔑稱卡米那。
卡米那曾憑肉體跟他打鬥並平手，後來被螺旋王將他身體改造成不死之身，來見證人類的歷史。
7年後因幫助一些不願到地上生活的人而加入反政府組織，被吉米與達莉擊敗後被俘，戰敗後被判入獄，同時西蒙也因輿論被判入獄，他跟西蒙被一同囚禁於「林卡尼監獄」的一個牢房。
最後得庸子相救及同伴的協助，趁羅修在「方舟紅蓮」上頭遭到反螺旋族圍攻的同時與西蒙一起逃獄，並和西蒙一起駕駛紅蓮螺巖對抗敵人到最後。
結局時歸降大紅蓮團，並就任「大紅蓮團」的旗艦「超銀河大紅蓮」的艦長。
- 羅傑儂（Lordgenome，聲優：日本→池田成志／台灣：李香生／香港：黃志明）

獸人軍主帥，人稱「螺旋王」。
他所操作的顏面為「羅善巖」。
他的名字源自於「王（Lord）」與遺傳學的「螺旋（Genome）」，故將兩字合稱為「Lordgenome」（螺旋王）。
不論知識、肉體、螺旋力都極之強。
在王都「天邊林」跟西蒙大戰，只是赤手空拳即可重創西蒙的「螺巖」，之後被西蒙以驅動「螺巖」的「核心鑽」刺中心臟當場死亡。他死前曾向西蒙與妮亞預言，當人類人口達到一百萬，反螺旋族將會從外太空發動全面侵略。
原本被西蒙打敗後死去，不過在羅修將他改造成生化電腦（羅傑儂）而復原過來，後來得知羅傑儂是一千年前的螺旋族，因被反螺旋族安基斯拜拉爾打敗後意志消沈及絕望，為了人類人口不突破一百萬，因此封印自身感情和螺旋力，製造沒有螺旋力的獸人，差遣獸人利用顏面實施恐怖統治，控制人口，把人類趕落地底，將走出地面的人類殺死，後來西蒙的大紅蓮團的各種行為令他逐漸甦醒。
最後一戰時，他擋不住敵人的攻擊而粉碎，但這也是他的計畫，因為這可將他的螺旋能量傳送給西蒙。

### 螺旋四天王
- 基米花（Thymilph，聲優：日本→梁田清之／台灣：林谷珍／香港：何偉誠）

人稱「怒濤之基米花」的獸人，長得像猩猩，手上握著大鐵鎚，旗艦為大顏山。
所操作的顏面為白虎。
名稱源自於遺傳學名詞胸腺嘧啶（Thymine）。
因為他偷襲卡米那令卡米那重傷，是導致卡米那之死的一大原因，其後被卡米那和西蒙聯手使出「巨鑽爆擊」下死去。
- 亞迪妮（Adiane，聲優：日本→根谷美智子／台灣：李明幸／香港：劉惠雲）

人稱「流麗的亞迪妮」，擅長水中戰鬥，身體有長出一條蠍子尾巴，會用來攻擊。
姬髮式御姊。
旗艦為大顏海。
常以貧齒目蔑稱龜亞姆，同時也瞧不起維拉爾。
所操作的顏面為青龍。
名稱源自於遺傳學名詞腺嘌呤（Adenine）。
後被大紅蓮的十字砲火集火消滅。
- 斯多曼都（Cytomander，聲優：日本→陶山章央／台灣：林谷珍／香港：陳健豪）

人稱「神速的斯多曼都」，擅長空中戰鬥，有兩百歲的高齡，旗艦為大顏天。
所操作的顏面為朱雀。
名稱源自於遺傳學名詞胞嘧啶（Cytosine）。
- 龜亞姆（Guame，聲優：日本→川久保潔／台灣：夏治世／香港：何偉誠）

人稱「不動的龜亞姆」，長得像犰狳，旗艦為大顏土。
常拎著一支抽菸。
所操作的顏面為玄武。
名稱源自於遺傳學名詞鳥嘌呤（Guanine）。
為四大天王中年紀最老的一位。在劇場版前篇（《紅蓮篇》）開頭揭開螺旋王身世的前傳有出現其年幼的身影；推測原來是羅傑儂的寵物，關係和西蒙與布塔相當。

### 反螺旋族
- 安基斯拜拉爾（Anti-Spiral，聲優：日本→上川隆也／台灣：林谷珍）

反螺旋族首腦，也是本作最大且最具威脅性的敵人。
他的外觀以漫畫剪影的方式呈現。
他對反抗的螺旋族施以「絕對的絕望」來壓制螺旋力。

### 其他角色
- 喬（聲優：日本→小杉十郎太／台灣：林谷珍）

卡米那之父，已故。其遺體也是被卡米那尋回。
- 賈克村長（聲優：日本→玄田哲章／台灣：李香生／香港：黃志明）

基哈村的村長。
七年後，見到他在新政府成立後於卡米那城開設餐館。
- 馬堅（聲優：日本→中田讓治／台灣：林谷珍／香港：黃志明）

亞達依村的村長兼祭司。
為了維持村民在物資缺乏的環境下生存，他訂定了村子的人口只能不超過五十人的規定；但有一戶人家生了三胞胎，人口達到五十二人，就假以抽籤決定之名將吉米與達莉送走。
將一具在村子裡的顏面神格化，曾操作顏面打敗攻擊村子的獸人軍顏面。
- 副官

為巨大宇宙戰艦「紅蓮螺巖」的副官。
- 那奇姆（聲優：日本→間宮久留美／台灣：李明幸）

庸子的學生；父母在三年前身亡，廿年後也加入了大紅蓮團，成為「超銀河大紅蓮」艦隊的一員。
- 毛莎（聲優：日本→下屋則子／台灣：黃珽筠）

庸子的學生。
- 祖瑪（聲優：日本→井上麻里奈）

- 梅姆（聲優：日本→伊藤靜）

- 旁白（Narration，聲優：日本→菅生隆之／台灣：李香生）

在每一集開頭敘述故事大綱的人。

## 登場兵器

### 顏面
顏面
在本作品登場的巨大機器人總稱。以此命名是因為人型的軀幹上附有「顏面」，特徵是表情會隨操縱者的感情起伏而變化。視乎操縱者的精神狀態（氣勢）的不同，即使沒有相關知識的人也可做到某種程度的操作。
原本是獸人的兵器，只不過被人類搶奪後私下改造的機體也存在著相當數量。
一些動漫迷認為顏面間應該有等級之分，例如西蒙的螺巖有著與別不同的構造和未知數的出力，故衍生出這是「特殊級」顏面的假設；其餘像四天王、維拉爾等上級的獸人均獲配給到戰鬥力較強的顏面，根據現時觀察所得，已登場的高位顏面都設有近似頭部的裝置，不排除是與一般機體區分的象徵。
根據羅傑儂對羅修所說的話，他曾為與反螺旋族對抗的「螺旋戰士」其中一員，而「顏面」也曾經是對抗反螺旋族的兵器；但是他被反螺旋族擊敗後，由於反螺旋族在各行星上設立了「螺旋生命體毀滅系統」，當人類總數達到一百萬就會啟動。
羅傑儂為了保全人類的生存並控制人類總數，不得不將人類鎮壓在地底下，而「顏面」就演變成鎮壓走出地面上的人類的武器。
在「新政府」成立之後，大部分的舊型顏面遭到全數淘汰，但在反螺旋族大舉侵略之後，「顏面」就重新開始活躍於戰場上。
大顏
大顏為戰艦類型大型顏面、大顏面模式機體（ダンガンメンモード，顏面的對衝擊形態）的稱呼。
宇宙顏面
宇宙顏面其實是一般型顏面在太空中運作的放大版顏面，內裡由一般型顏面駕駛，內裡的一般型顏面再由駕駛員駕駛。

### 大紅蓮團
螺巖（Lagann）
西蒙專用顏面。
西蒙無意中從地底發掘出來的顏面，由同樣從土中發現的核心鑽作為鑰匙啟動。能從腕部伸出鑽頭，腿部亦具備發條，額頭可伸出大鑽頭，下半身可伸出更加巨大的鑽頭。憑藉背部裝置的一門噴射器，可作短時間飛行。
在各種各樣尺寸的顏面中，螺巖是異常小型的機種，只是，與體型恰恰相反，它的力量比起其他顏面有過之而無不及。可是，能否正常驅動還是取決於駕駛員西蒙精神狀態的好壞，如果西蒙變得過分軟弱會不能起動。
其實，螺巖最強的地方是它的同化系統，它可藉由下半身的巨大鑽頭侵佔其他機器或顏面的系統，使它成為螺巖本身的一部分，讓螺巖擁有更強的戰鬥力。如果是紅蓮螺巖的話，螺巖也可藉由紅蓮間接侵佔其他機器或顏面，只要那個地方能伸出鑽頭就行了。
第十三話時，紅蓮螺巖因不具備飛行能力，和鳥形顏面打時顯得相當不利，所以就用大紅蓮把紅蓮螺巖直接丟到空中去打，雖然前三台鳥形顏面都成功打下，第四台雖然打擊落空，可是西蒙卻利用紅蓮螺巖背部的鑽頭攻擊它，意外的讓紅蓮螺巖把這台鳥形顏面同化成自己的飛行器。
另外，駕駛員被負面情緒主導思想的話，會引起能源的逆流（做出如同人類嘔吐的動作，螺巖自己拒絕維持合體狀態。逆流時的異常反應亦會反饋到西蒙自身）。
第十一話時在無人操控的狀態下啟動並自行來到西蒙面前。
調整時李龍發覺螺巖有著從未見過的構造和未知數的出力，並產生了這是「特殊級」顏面的假設。
根據李龍的分析，螺巖在跟紅蓮合體的時候，是由螺巖釋放出動力支配紅蓮，與卡米那運用於搶奪「大顏山」的戰術不謀而合。
螺巖衝擊
用螺巖自身的大鑽頭配合跳躍等方式進行撞擊，多用在下半身的巨大鑽頭。曾破壞大顏山的艦橋，成功奪取敵艦的控制權。
在與羅傑儂交戰的時候，曾用此招企圖破壞羅傑儂的「羅善巖」，但被擋了下來。
紅蓮（Gurren）
原為卡米那的座機，曾有一段時間為羅修專用顏面。
由卡米那搶奪了的人類掃蕩軍小隊長「喬札克」的顏面為本，再利用其他顏面零件湊合改修而成的機體。以李龍為首的一群利坦拿村技工，配合卡米那的形象，放棄原本手持的雙刀，採用別的機體部件打造成獨有的太陽鏡型飛鏢，同時改粗了四肢，使紅蓮改造前後的外觀印象大大不同。
經由與螺巖合體，得到遠遠超越紅蓮單體的戰鬥力。與操縱技術高超的維拉爾搭乘的鹽基（Enki）初遇時陷於苦戰，反覆實戰所累積下來的經驗，提高卡米那的駕駛技術，單以紅蓮也能與維拉爾勢均力敵。
卡米那死後主要由羅修操控，紅蓮亦再沒有像卡米那那樣凡事拚命的作戰模式。此外，奇坦也曾在第九話初段搭乘其內，庸子在第十三話也搭乘過。劇中最後駕駛者為維拉爾。
你以為我是誰 飛腿
卡米那強奪紅蓮後最初使出的技能，使用後雙腳破碎。
竟敢動我可愛的部下 重拳
卡米那使用了上述的技能後，左腕報廢。
男人的靈魂完全燃燒 炮彈攻擊
直接投擲螺巖以穿透對手顏面的技能。首發落空是欺敵的假動作，待對方鬆懈後從背後再次施襲。
可是這招在跟維拉爾的第一次對戰中，被維拉爾躲過去了。
紅蓮螺巖（Gurren Lagann）
紅蓮與螺巖合體後所誕生出的巨大機器人。
除了紅蓮軀體臉部本來掛載的太陽鏡型回力鏢外，還有從全身各部伸出的鑽頭作為武裝。
本機的合體與一般機器人的合體概念不同，合體並不是紅蓮與螺巖共有的常規機能，下半身化為鑽頭的螺巖如字面那樣刺穿紅蓮的頂部變形，既是隨機亦是強行的產物。而且，紅蓮的座艙會一直維持被鑽頭尖端貫穿的狀態，不過，合體完成後，已破壞的部分會自動修復，四肢會延長到作為人型的恰當長度。因為每次合體鑽頭必定會貫穿紅蓮駕駛艙的頂部，故操縱者亦需要每次迴避。同時，合體後的蓋上的頭盔是從破壞了的鹽基頭部奪取的裝備，而頭盔塗裝隨螺巖的同化效果轉為紅色系。
通常來說，所謂顏面的「合體」只會在顏面各自變形成適當部件的情況下才能進行，但依仗著螺巖特殊機能，紅蓮螺巖產生出本來不可能的形狀變化和融化現象。而根據駕駛員精神狀況的不同，本機也可能在戰鬥中做出一瞬間的自我修復，只是，合體解除後會重歸到損壞狀態。另外，即使沒有改裝也能潛入水中，並且完全沒有滲水跡象，適應水中活動後，甚至能憑由前額伸出，擬螺旋槳的螺絲釘型鑽頭作出高速航行。
合體名稱曾有不下一次變更，迄今為此依次排列為「膽量合體」→「兄弟合體」→「超絕合體」→「宿命合體」。
男人之怒爆裂斬
手持回力鏢（可當作刀使用）將對手縱向斬開的技倆。
在第六集曾成功摧毀了獸人的「溫泉顏面」。
熱血男兒的風火輪飛腿
全身燃燒的紅蓮螺巖連續使出飛踢的絕技。
曾重創維拉爾的「鹽基多」，並將基米花的「大顏山」甲板擊出大洞。
巨鑽爆擊（Giga Drill Break）
以兩支回力鏢將攻擊目標懸空拘束後，把身體中的鑽頭聚集到右臂上，形成比本體更巨型的鑽頭，然後鑽頭連同本體一同高速旋轉突刺敵人的必殺技。摧毀了對手時回力鏢會完好無缺的歸還。
曾經在第八集成功將基米花的「白虎」摧毀，在「大顏山」之役獲勝，這也是卡米那他生命中最後一次且最完美的作戰。
曾經在第十一集將龜亞姆的「玄武」摧毀，但龜亞姆幸運的存活下來，倉皇撤退。
全方位巨鑽
西蒙遭到無顏圍攻時所使出的招式，可吸收「無顏」的砲火增強殺傷力並造成強力傷害。
方舟紅蓮螺巖
由紅蓮螺巖和方舟紅蓮合體的超弩級兵器，身長將近五公里，擁有強大的威力，甚至可以打穿次元。
方舟紅蓮螺巖設有駕駛座，不過比一般顏面大，由紅蓮螺巖去駕駛。在駕駛座的後方，可以看到方舟紅蓮的艦員。
方舟紅蓮本身就有變形能力，紅蓮螺巖在與其合體後，可以自由脫離方舟紅蓮螺巖，而方舟紅蓮螺巖的變形不會解除。
初次合體名稱為「怒濤合體」。
時空烈斷火紅螺旋拳（Buster Spining Punch）
將目標打飛，並使次元出現缺口，把目標擊出次元的攻擊。
超銀河紅蓮螺巖
在大紅蓮團的成員一個一個被殲滅之後，最後由黑之兄妹的大哥奇坦犧牲自己摧毀了死亡螺旋機器來解救超銀河大紅蓮。
由於同伴的死，使西蒙的意志越來越堅強，最後也繼承了奇坦的遺志。
死亡螺旋機器被摧毀之後，螺旋力的逆轉使超銀河大紅蓮的能量爆增，因而使超銀河大紅蓮的變形成立。
「朋友的心願烙印在我身上，把無限的黑暗化為光芒，天上天下，一機當神，超銀河紅蓮螺巖！！」為變型後的第一句台詞。
超銀河紅蓮螺巖是由紅蓮螺巖輸入螺旋力給方舟紅蓮螺巖再輸入給超銀河紅蓮螺巖，外型上不只是身體有墨鏡（連同西蒙本身配戴的墨鏡），頭上也有，雙肩和雙腳上的巨鑽似乎是主力武器，劇中只見用過肩膀上的巨鑽，未見有用腳上的。
超銀河巨鑽爆擊
由雙肩上的巨型鑽頭合成的超巨大鑽頭裝置在右手高速旋轉向敵人突刺的攻擊。
波動時空軸一齊射撃
克制敵人「任意薛丁格方程跳躍（ランダムシュレディンガーワープ）」的鑽頭彈砲擊
針對以多次元機率變動制御在時間軸裡移動的敵人，由羅傑儂人頭所驅動的超級電腦本身預測出敵人的所在時間位置並加以砲擊。
炮擊手由庸子、阿天波羅、吉米、達莉四人擔任。
部分砲台名稱︰「大瀑布砲」、「高電荷大口徑砲」等
瞬間消滅無量大數的敵人，超銀河級地圖炮。
紅蓮迴力鏢 超銀河大切斷
由維拉爾與西蒙的「超銀河紅蓮螺巖」所發揮的超強攻擊能力，一擊可摧毀反螺旋族主力宇宙戰艦「Ashtanga」。
天元突破紅蓮螺巖
因為這機體是在只要有認知就能把東西具現化的超螺旋宇宙中出現，所以其實際大小不明。但根據合體的畫面判斷，（最先出現的是星球，然後的是恆星系，再到多個恆星系，最後站在一個銀河系上。）像是暗示機體由星球的大小進化到一個銀河般的大小，全身上下都是由龍頭與鑽頭所組成，腹部則是螺旋王的機體羅善巖的頭部組成，鑽頭內部則是滿滿的螺旋力，甚至滿到身後都是螺旋力在燃燒。
來福槍狙擊（庸子意識）
與反螺旋族交戰時，由庸子的意識創造出來的超巨型來福槍，創造後，往安基斯拜拉爾開了三槍，但是攻擊無效。之後就往安基斯拜拉爾的頭部狙擊，發現到反螺旋族的母星就在反螺旋族機體的頭上。
二刀流（維拉爾意識）
與安基斯拜拉爾打近身戰時，由維拉爾意識創造出來的雙武士刀，用來抵擋當時同是用刀刃攻擊敵方的攻擊。
我老婆是宇宙第一大迴旋
拋出兩枚鑽頭將敵人綁住，再將敵人甩到地上。
機率變動彈
無視任何防護屏障，直接攻擊本體的飛彈。達雅卡使出「我老婆是宇宙第一大迴旋」之後，阿天波羅緊接著用這招給予安基斯拜拉爾痛擊。
羅善巖極限突破
就在安基斯拜拉爾將「無限大霹靂風暴」丟過來時，「羅善巖」從天元突破紅蓮螺巖的身體跑出來並從身體各孔洞伸出鑽頭並以超出最大負荷的出力抵擋敵方攻擊，最後被攻擊分解成量子（能量子）時，螺旋王將螺旋能量與量子同化交給西蒙。
GIGA DRILL
接收螺旋王的螺旋能量後，螺旋力爆增，使出無數次GIGA DRILL（名字官方並沒有說明，不過就出招方式來看和GIGA DRILL一樣）來和安基斯拜拉爾作對抗，被動畫迷稱為「史上最多鑽頭的戰鬥」。
螺巖衝擊
用鑽頭和安基斯拜拉爾互相擊中對方後，分體變回超銀河紅蓮螺巖後再分體變回方舟紅蓮螺巖，再分體變回紅蓮螺巖後，由維拉爾把頭上的螺巖投向安基斯拜拉爾，把安基斯拜拉爾擊破。呼應最初時紅蓮和螺巖聯合使出的炮彈攻擊。

### 大紅蓮團其他人
大王奇坦
奇坦所操作的顏面。
可利用頭上的角對敵方發動「奇坦突刺，生吞活剝」的能力。
可跟奇雅露的「奇雅露加」與達雅卡的「達雅卡薩」合體。
在與反螺旋族的戰鬥中，附加了新型武器「宇宙死光」。
在「超銀河大紅蓮」身陷於反螺旋族的「死亡螺旋機器」產生的力場時，為了將之破壞，奇坦曾以「宇宙大王奇坦」對「死亡螺旋機器」的護盾發射了「超螺旋彈」以破壞護盾，並發射飛彈將本體予以破壞之時，外加的飛彈發射器故障；最後奇坦將損壞的「紅蓮螺巖」鑽頭發揮出「大王奇坦巨鑽爆擊」的能力，一舉將「死亡螺旋機器」摧毀，而奇坦因此壯烈成仁。
達雅卡薩
達雅卡所操作的顏面，後來由庸子操作。
頭部有配備一門長程火砲，火力強、射速高；之後加裝了飛彈。
奇雅露加
奇雅露所操作的顏面。
可變形為「大王奇坦」的長槍與盾牌並與之合體。
愛拉酷蚱蜢
愛拉酷所操作的顏面。
上面有裝了一張給庸子進行狙擊槍射擊的座位，之後改裝成一門主砲。
在宇宙中與反螺旋族艦艇作戰，因為彈盡援絕，被反螺旋族猛烈砲擊，愛拉酷陣亡。劇場版生還。
奇鐸猿猴
奇鐸所操作的顏面，外形像猴子。
主要武裝為兩把手槍。
在宇宙中與反螺旋族艦艇作戰，因為彈盡援絕，被反螺旋族猛烈砲擊，奇鐸陣亡。劇場版生還。
雙子暴君
喬剛和巴林波所操作的顏面，除了紅蓮螺巖外，唯一一架由兩人操縱的顏面。
主要武裝為掌心的光束砲。
為了掩護遭反螺旋族重創的達莉與吉米撤退，遭到反螺旋族的猛烈砲擊，喬剛與巴林波陣亡。劇場版生還。
索佐西恩
索西所操作的顏面。
主要武裝為手指頭的光束砲與胸前的主砲。
最後因為被反螺旋族的「哈斯塔克萊級」捏碎，索西陣亡。劇場版生還。
猛將軍
麥肯所操作的顏面。
主要武器為兩把刀、螺旋力飛彈與雙管光束砲。
曾在奇坦在撤離市民面臨緊要關頭時出現，解救了奇坦並擊退反螺旋族。
為了防止「超銀河大紅蓮」被反螺旋族的亞空間飛彈攻擊，麥肯自願衝向飛彈並同歸於盡。劇場版生還。
小紅蓮螺巖
由「大紅蓮團」成立的新政府所開發的量產型顏面，以「紅蓮螺巖」為基礎而衍生的機型。雖然量產前有加以改良，但戰鬥力乃遠遠落後原型機。
主要配備了手槍與長劍。
之後配備了「螺旋火箭砲」與「龍捲防壁」，成為對付反螺旋族的主力兵器。
大紅蓮
「大紅蓮團」在戰勝基米花之後，奪取其旗艦而加以改造，變成「大紅蓮團」的第一代旗艦。
李龍曾為「大紅蓮」安裝了可在水上活動的蛙鞋，並加裝了深水炸彈。
曾經在與斯多曼都的戰鬥中，強行爬上峭壁騰空並重創斯多曼都的「大顏天」。
李龍又在「天邊林」對斯多曼都與龜亞姆的戰鬥中，加裝了從上次遭受重創的「大顏天」引擎室所奪得的飛行動力裝置，使「大紅蓮」具有飛行能力。
曾在「天邊林」上空撞毀了斯多曼都的「朱雀」與「大顏天」，斯多曼都當場陣亡。
在與羅傑儂的戰鬥中，為了破壞羅傑儂的巨型顏面，曾以艦首的「大菜刀錨鎖」刺穿羅傑儂顏面左手臂上的大鐵鎚，並配合火砲與前方的兩顆飛彈將大鐵鎚炸開；但「大紅蓮」卻因此遭受重創，最後達雅卡將「大紅蓮」以定時炸彈自爆，艦橋部分與船身脫離。
方舟紅蓮
變形為人型之後，身高為五公里長的巨大顏面，口部可容納紅蓮螺巖進行控制。
在「卡米那城」的地底下的機庫被羅修發現，是可以搭乘70萬人的巨型太空船。
必須依賴羅傑儂人頭驅動的超級電腦才能運作。
其實是被羅傑儂封印的和佩特林同類型的巨大顏面。
有配備螺旋力力場護盾，因為羅修下令全力以護盾防守，所以劇中未見在方舟形態時有使用任何武器，全憑自身強大的性能與螺旋力擊潰敵機。
紅蓮螺巖和「方舟紅蓮」同時各自遭反螺旋族圍攻時，李龍發動方舟紅蓮的變形系統，西蒙與維拉爾驅動紅蓮螺巖拖拉敵人飛向方舟紅蓮與其合體。
超銀河大紅蓮
是在方舟紅蓮之上極為巨大的星級顏面，身高是地球半徑少一點，非常之巨大，口部可以容納方舟紅蓮，內部有操縱桿讓其控制。
原先是「螺旋王」羅傑儂的旗艦「卡鐵多瑙德來」，被大紅蓮團接收之後，安裝了有羅傑儂人頭驅動的超級電腦。
曾一度遭到反螺旋族佔據，外觀變成月球的樣子，並依照反螺旋族的計畫撞擊地球以消滅人類。
最後西蒙與維拉爾從羅傑儂的口中，知道了利用「螺旋力」將它啟動的方法。
「大紅蓮團」曾利用「超銀河大紅蓮」將被反螺旋族隱藏的真正月球從另一個次元拖曳回正常的軌道。
由羅傑儂人頭所驅動的超級電腦可以在「超銀河大紅蓮」上頭啟動具有空間傳送功能的「螺旋界認識轉移系統」。

### 獸人軍兵種
鹽基（Enki）
維拉爾專用顏面。
名字出自DNA中的鹽基。
武裝有飛針、飛彈、兩把長刀、手腕上的護盾、頭部的巨型雷射砲與隱藏在胸部裝甲的多管火砲與火箭。
之後以「鹽基」為藍本而推出了改良型「鹽基多（エンキドゥ）」與「鹽基多多（エンキドゥドゥ）」，是兩台隨著名子增添手臂數量的原產鹽基多。
最後「鹽基多多」被吉米與達莉的「小紅蓮螺巖」聯手擊敗，宣告報廢，維拉爾接著被俘。
羅善巖
螺旋王專用顏面。
跟西蒙的「螺巖」一樣，是以羅傑儂本身蘊藏的「螺旋力」來驅動。
主要以敏捷的身手與拳腳來攻擊敵人，全身的洞口皆可伸出長鞭型的鑽頭，柔軟且沉重，可對敵人造成強大的鞭打與鑽擊。
在與「紅蓮螺巖」對決時，承受了「紅蓮螺巖」的「巨鑽爆擊」的傷害後，胸口的裝甲被突破，隨之而來的是胸部那張臉的尖牙利齒，直接將巨鑽咬碎，但戰鬥力比以往更為驚人。
能將全身的鑽頭包覆全身變形為巨大鑽頭。
在與「紅蓮螺巖」對決時被「螺巖」鑽入胸口報廢，但羅傑儂仍安然無恙的從駕駛艙走出來繼續與西蒙作戰。
Dekabutsu
為「螺旋王」羅傑儂所坐鎮的巨大顏面，體型高聳入雲，身長比方舟螺巖更為龐大，也是獸人的大本營，並配備了螺旋王所操作的顏面「羅善巖」。
主要武裝為右臂的大手掌與左臂上的大鐵鎚，並配備了無數的各型顏面。
然而王都「天邊林」的漏斗狀外表只不過是它那巨大體型的偽裝而已。
隨著羅傑儂之死，它也跟著崩解了，也為獸人稱霸地面的歷史畫下休止符。
七年後「新政府」以它殘骸的一部分改建為位於首都「卡米那城」的政府辦公大樓。

### 螺旋四天王兵種
大顏山
基米花的旗艦，外觀為自走式陸上戰艦，配備多門火砲，並內置格納庫以載運顏面。
裝在艦橋兩側的長手臂可以將顏面丟到遠處。
根據李龍的觀測，該旗艦是「紅蓮」原先的回航點。
在基米花被「大紅蓮團」擊敗後，被大紅蓮團改造並易名為「大紅蓮」。
在劇場版「紅蓮篇」開頭的螺旋王黑歷史中可看出大顏山型大顏是當時螺旋族主力戰艦之一，并具有宇宙航行能力
白虎
基米花所操作的顏面。
武裝為一支長矛，有近戰攻擊能力「破軍英槍」與長矛尖端所發射出的光束「處刑烈焰」；曾與維拉爾協同作戰將卡米那的「紅蓮」擊傷。
大顏海
亞迪妮的旗艦，外觀像潛水艇，主要在海上活動，並配備水陸兩棲機能。
有配備兩隻大手臂與魚雷。
最後被「紅蓮螺巖」完全擊毀，但人在艦橋上的維拉爾幸運逃過一劫。
青龍
亞迪妮所操作的顏面，可變形為蠍子外觀的造型。
武裝為兩條雷射長鞭；在變形之後可使用蠍尾攻擊敵人；另外還有水中迴力鏢「血腥捕獲者」。
變形之後在水中更加活動自如
亞迪妮曾挾持妮亞當作人質，以威脅「大紅蓮團」；最後被「大紅蓮」的主砲猛烈轟炸下被擊毀，亞迪妮當場陣亡。
大顏天
斯多曼都的旗艦，外觀為空中航空母艦。
除了配備大量的艦載機之外，底部有配備兩座三連裝砲塔與兩顆巨型飛彈。
由於捲入了西蒙與維拉爾的戰鬥導致引擎室遭受重創，之後又遭到從峭壁上騰空飛起的「大紅蓮」衝撞而嚴重受損。
最後被「大紅蓮」鋒利的艦首衝撞而墜毀，連同斯多曼都與他所駕駛的「朱雀」一同墜落。
朱雀
斯多曼都所操作的顏面。
配備一具電鋸；具有變形機能，可使用四支機械手臂先綁住敵人後再用電鋸予以解決。
大顏土
龜亞姆的旗艦，外觀為半球體，具有自走式活動能力。
可藉由自身高速旋轉以達到攻守皆宜的作戰方式，產生一股強力龍捲風，除了保護自身與王都「天邊林」之外，也可以有效摧毀接近的敵人，稱為「殺人旋轉木馬」。
最後被「紅蓮螺巖」從「大顏土」最為脆弱的底部破壞，龜亞姆當場陣亡。
玄武
龜亞姆所操作的顏面；也具有變形機能，變形後的外觀與蟻獅相似
主要武器為可伸縮的兩根觸角，背部有一張嘴可以在將機身反轉的時候咬碎敵人；另外可抱住敵人對敵人發動「玄武爆碎」攻擊。

### 反螺旋族兵種
無顏
反螺旋族入侵地球時，所擁有的最基本兵種。
主要配備了多管雷射砲與護盾，當它被摧毀的時候，散落的碎片會炸開，造成二次傷害；由於該型兵種的出現，造成「卡米那城」遭到大規模破壞。
可藉由空間傳送的方式進出戰場。
高等無顏
體型、火力與防禦力比「無顏」來得高，可載運多架「無顏」。
曾經以其優勢火力將「利坦拿村」夷為平地，最後被吉米與達莉解決。
強無顏
「無顏」系列中最為高級的兵種。
可將自身解體並包圍敵人，並使用能量場攻擊敵人。
最後被「方舟紅蓮螺巖」一拳打飛到另一個次元並消失。
Ashtanga
反螺旋族的主力宇宙戰艦，外觀為多個人頭與手臂疊合在一起的樣子。
擁有強大的能量力場，可以擋住大紅蓮之眼的攻擊。它也可以伸出觸手抓住星球作為投擲武器使用。
戰艦內裝有大量高熱飛彈及載入了無數的反螺旋族艦艇，另外還有能量砲與「機率變動彈」（一種就算給防禦力場擋下，也能改變擊中機率，成功攻擊本體的飛彈，揣測這種飛彈應該是無視防禦率的），曾對「超銀河大紅蓮」造成強大的威脅。
具有在多重次元瞬間移動的能力。
巴達級（Pada）
反螺旋族艦艇，外觀像腳掌。
主要武裝為多管雷射砲，並採取集體行動的作戰方式。
哈斯塔克萊級（Hastagurai）
反螺旋族艦艇，外觀像手掌。
主要武裝為多管雷射砲，並採取集體行動的作戰方式。
Granzeboma
其實是反螺旋族首腦「安基斯拜拉爾」的本尊，反螺旋族的王牌兵種，可與「大紅蓮團」的終極兵種「天元突破紅蓮螺巖」匹敵。必殺為抓住銀河形成巨大能量彈的無限大霹靂風暴：用身後的觸手將兩個恆星系聚合成一個球體，及得上宇宙誕生的能量，能將敵人消滅至連DNA都不會留下來。
最後被「螺巖衝擊」正面擊中安基斯拜拉爾本人，隨著安基斯拜拉爾之死，它也跟著反螺旋族一起毀滅了，此為西蒙與螺巖最初學會的招式。
在「螺巖篇」中則是安基斯拜拉爾和西蒙展開肉搏戰，最後西蒙的血因超螺旋宇宙的實體化作用化為鑽頭，並貫穿安基斯拜拉爾
反·紅蓮螺巖
PSP遊戲《第2次超級機器人大戰Z 再世篇》首次登場的新敵機，另外在NDS遊戲《天元突破紅蓮螺巖》以BOSS身份登場
由反螺旋族製造的紅蓮螺巖，外觀酷似紅蓮螺巖，但基本資料完全是謎。

### 劇場版兵種
庸子M坦克
在劇場版「紅蓮篇」與「螺巖篇」登場，為庸子所操作的顏面，由李龍加以改裝過，用途跟「達雅卡薩」類似，為砲擊型機體。
聖堂·羅善巖
在劇場版「螺巖篇」登場，具有跟「超銀河紅蓮螺巖」匹敵的實力，可變形為與「超銀河大紅蓮」外觀相似的戰艦型巡航型態（因為「超銀河大紅蓮」的前身是螺旋王的旗艦「卡鐵多瑙德來」）在「螺巖篇」取代「卡鐵多瑙德來」成為「超銀河大紅蓮」也就是說「卡鐵多瑙德來」在「螺巖篇」中是不存在的。
大顏山多
在劇場版「紅蓮篇」登場，維拉爾的旗艦，是「大顏山」的同型艦，但外觀改採白色塗裝，並配有四隻手臂與四把刀。
土天海山
在劇場版「紅蓮篇」登場，是維拉爾的「大顏山多」、亞迪妮的「大顏海」、斯多曼都的「大顏天」與龜亞姆的「大顏土」的結合體，可在山地、平原、水上與空中活動自如，為「螺旋四天王」的王牌兵種。
天元突破 螺巖（暫譯）
在劇場版「螺巖篇」登場，不過劇場版中沒有打出名稱，由於「天元突破 紅蓮螺巖」遭安基斯拜拉爾以蠻力拆解，藉由超螺旋宇宙的實體化力量，將「天元突破 紅蓮螺巖」頭部部分延伸出的機體。機體雖與螺巖相似，但卻是超越超銀河紅蓮的超星級顏面。
天元突破 索爾巴妮亞（暫譯）
在劇場版「螺巖篇」登場，由於「天元突破 紅蓮螺巖」遭安基斯拜拉爾以蠻力拆解，藉由超螺旋宇宙的力量，將妮亞的意志實體化成的機體。配有一把頂端為鑽頭的長槍。
天元突破 鹽基多爾巖（暫譯）
在劇場版「螺巖篇」登場，由於「天元突破 紅蓮螺巖」遭安基斯拜拉爾以蠻力拆解，藉由超螺旋宇宙的力量，將維拉爾的意志實體化成的機體。配有十四隻手臂和十一把長刀和一支鐵棒及兩把長槍，攻擊是將十一把長刀和一支鐵棒以高速攻向對手的「佛典之海」
天元突破 庸子W坦克
在劇場版「螺巖篇」登場，由於「天元突破 紅蓮螺巖」遭安基斯拜拉爾以蠻力拆解，藉由超螺旋宇宙的力量，將庸子的意志實體化成的機體。裝甲型態配有兩門大砲及四把狙擊槍另外還有胸口的兩枚飛彈，可將裝甲脫落變成輕裝型態，並配備一把手槍。
天元突破 雙子暴君
在劇場版「螺巖篇」登場，由於「天元突破 紅蓮螺巖」遭安基斯拜拉爾以蠻力拆解，藉由超螺旋宇宙的力量，將喬剛、巴林波的意志實體化成的機體。除了肩膀的兩張臉之外，還多出兩顆頭，力量極為巨大可將恆星系徒手捏碎。
天元突破 奇鐸猿猴
在劇場版「螺巖篇」登場，由於「天元突破 紅蓮螺巖」遭安基斯拜拉爾以蠻力拆解，藉由超螺旋宇宙的力量，將奇鐸的意志實體化成的機體。整體以孫悟空為造形設計，並配有長棍一根。
天元突破 愛拉酷蚱蜢
在劇場版「螺巖篇」登場，由於「天元突破 紅蓮螺巖」遭安基斯拜拉爾以蠻力拆解，藉由超螺旋宇宙的力量，將愛拉酷的意志實體化成的機體。整體形狀似恐龍。
天元突破 索佐西恩
在劇場版「螺巖篇」登場，由於「天元突破 紅蓮螺巖」遭安基斯拜拉爾以蠻力拆解，藉由超螺旋宇宙的力量，將索西的意志實體化成的機體。可發射聲波狀攻擊。
天元突破 猛將軍
在劇場版「螺巖篇」登場，由於「天元突破 紅蓮螺巖」遭安基斯拜拉爾以蠻力拆解，藉由超螺旋宇宙的力量，將麥肯的意志實體化成的機體。配有兩把長刀「巴庫薩西之刃」，可使出名為「超銀河行星破」的高速斬擊攻擊 。
天元突破 小紅蓮螺巖
在劇場版「螺巖篇」登場，由於「天元突破 紅蓮螺巖」遭安基斯拜拉爾以蠻力拆解，藉由超螺旋宇宙的力量，將吉米、達莉的意志實體化成的機體。第二架由雙人操縱的機體，右側主體為藍色，左側主體為粉紅色，配備兩把不同口徑的能量步槍。
天元突破 大紅蓮
在劇場版「螺巖篇」登場，由於「天元突破 紅蓮螺巖」遭安基斯拜拉爾以蠻力拆解，藉由超螺旋宇宙的力量，將李龍、達雅卡等人的意志由「超銀河大紅蓮」延伸出的機體。除了主體「超銀河大紅蓮」外，艦橋部分還延伸出酷似大紅蓮的機體。可發射由阿天波羅的意志所創造的「機率變動彈」，另外還可發射稱為「超時空之錨」的巨鑽，並使出達雅卡的著名絕招「我老婆是宇宙第一大迴旋」。跟電視版不同的地方是劇場版是由「天元突破 大紅蓮」使出這招
超天元突破 紅蓮螺巖
在劇場版「螺巖篇」登場，「天元突破 螺巖」接收螺旋王的螺旋宇宙能量後，螺旋力爆增，接著由西蒙喊出「各位，要用那個了喔！」「那個？」「還用說嗎？合體啊！」這裡呼應和卡米那的第一次合體。接著將所有機體結合成骨架再由巨大螺旋力包覆全體，天元突破紅蓮螺巖則是在頭部組成眼鏡，成為外貌酷似卡米那的巨大螺旋力氣團「超天元突破 紅蓮螺巖」。體型超越银河系，配有巨型披風和太陽鏡，全身由濃度極強的螺旋力組成。
超天元突破巨鑽爆擊
超天元突破紅蓮螺巖使出最後的必殺技，鑽頭與反螺旋的鑽頭碰撞在一起之後旋轉的威力可以把周圍的星系全吸進去。最後鑽頭被反螺旋族的鑽頭鑽爆、天元突破紅蓮螺巖從超天元突破紅蓮螺巖的眼睛飛出去接著鑽，鑽爆以後，再由超銀河紅蓮螺巖接著鑽，鑽爆以後，再由方舟紅蓮螺巖接著鑽，鑽爆以後，再由紅蓮螺巖用鑽頭把反螺旋的鑽頭整隻粉碎，成為一個鑽頭接力。
Grand Zamboa
在劇場版「螺巖篇」登場，緊接著「超天元突破 紅蓮螺巖」的出現。安基斯拜拉爾也改變自己的體型大小，變成和「超天元突破 紅蓮螺巖」一樣大。

## 用語
螺旋力
本作品的人或生物內在潛藏的超能力，原作沒有特別解釋螺旋力為何產生，只能說是隨著人本身的意識產生出，像是龍捲風，超自然力量的東西。
擁有螺旋之力的人可以將之轉變實體化為武器也能將現有的武器同化甚至是瞬間修復與強化。
本作的螺巖可以說是增幅螺旋力又亦或者是將螺旋力這一力量發揮到最大功效的機體之一，可以將駕駛員自身的螺旋力轉化為鑽頭，而鑽頭可以鑽到其他機體身上進行同化、修復、強化、轉變，如果說顏面是戰車的話，螺旋力就是汽油兼砲彈的存在，而螺旋力的數量、強度取決於駕駛員本身的意識。

## 工作人員
- 企劃 - 夏目公一朗、山賀博之、工藤陽二郎
- 企劃協力 - Konami Digital Entertainment
- 監督 - 今石洋之
- 副監督 - 大塚雅彥
- 系列構成 - 中島一基
- 腳本 - 中島一基、大塚雅彥、山口宏、佐伯昭志、砂山藏澄
- 人物設計 - 錦織敦史
- 機械設計 - 吉成曜
- 設計道具 - コヤマシゲト
- 美術監督 - 平間由香（スタジオ美峰）
- 美術監修 - 加藤浩（部分時期）
- 美術設定 - 藤瀨智康（第3話～）
- 色彩設計 - 高星晴美
- 攝影監督 - 山田豐德
- 攝影主任 - 諸橋文彥
- 編輯 - 植松淳二
- 音響監督 - 中野徹
- 音響製作 - HALF H・P STUDIO
- 音響效果 - 小山健二（SOUND BOX）
- 後製編輯工作室 - Production I.G.
- 影片剪輯工作室 - Qtec
- 影片剪輯 - 田垣麻衣
- 音樂 - 岩崎琢
- 音樂製作 - ANIPLEX
- 音樂協力 - 東京電視台Music、Sony Music Entertainment
- 管理者 - 松尾英兒
- 主要製作人 - 白石直子（GAINAX）
- 助理製作人 - 鳥羽洋典
- 製作人 - 山川典夫（東京電視台）、笹田直樹、鎌形英一
- 動畫製作人 - 武田康廣、赤井孝美（至第4話）
- 動畫協力 - XEBEC（第3話）、FRONT LINE（第5話、第11話）、動畫工房（第9話）、GONZO（第18話）
- 動畫製作 - GAINAX
- 製作 - TV TOKYO、dentsu、ANIPLEX

## 主題曲

### 片頭曲
- [2]

作詞：meg rock　作曲・編曲：斎藤真也　歌：中川翔子

### 片尾曲
1. （第1～15話）
作詞：高橋大望　作曲・編曲　歌：HIGH VOLTAGE
2. 『happily ever after』（第16話）
作詞：meg rock　作曲・編曲：黒須克彦　歌：中川翔子
3. （第17～27話）
作詞：　作曲：　編曲：、塚崎陽平　歌：

### 插入曲
- 『happily ever after』（第11、15話）

作詞：meg rock　作曲・編曲：黒須克彦　歌：中川翔子
- 『Libera me from hell』

作詞：Tarantura, Traditional　作曲：岩崎琢

## 各話標題
除了第16集以外，各話標題均取自當集故事中說話者的台詞（和《機動新世紀GUNDAM X》等作品相同），另外隨著說話者的異動，標題設計也會有一定差異。
| 話數     | 日文標題          | 中文標題（暫譯）                                                        | 標題風格 | 編劇            | 分鏡              | 演出                              | 作畫監督                                           |
| -------- | ----------------- | ----------------------------------------------------------------------- | -------- | --------------- | ----------------- | --------------------------------- | -------------------------------------------------- |
| 1        |                   | 用你的鑽頭突破天際啊！                                                  | 卡米那   | 中島一基        | 今石洋之          | 大塚雅彥                          | 錦織敦史                                           |
| 2        |                   | 我说了这玩意儿由我来开啊！！                                            | 卡米那   | 中島一基        | 佐伯昭志          | 佐伯昭志                          | 本村晃一                                           |
| 3        |                   | 长两张脸挺嚣张的嘛！！                                                  | 卡米那   | 中島一基        | 大塚雅彥          | 孫承希                            | 近岡直 石原滿                                      |
| 4        |                   | 很多張臉就了不起了是吧？                                                | 卡米那   | 山口宏          | 小林治            | 小林治                            | 小林治                                             |
| 5        |                   | 我完全搞不懂啊！                                                        | 卡米那   | 佐伯昭志        | 佐伯昭志 富田浩章 | 富田浩章                          | 貞方希久子 雨宮哲                                  |
| 6        | 放送版： 完整版： | 放送版：你们全部给我在温泉里泡到晕吧！ 完整版：想看的東西當然要看啊！！ | 卡米那   | 板垣伸          | 板垣伸            | 柴田由香                          | 大塚雅彥 中島一基                                  |
| 7        |                   | 那件差事由你来干呀！                                                    | 卡米那   | 中島一基        | 板垣伸            | 中山勝一                          | 本村晃一 雨宮哲                                    |
| 8        |                   | 再见了，好兄弟                                                          | 卡米那   | 中島一基        | 今石洋之          | 大塚雅彥                          | 錦織敦史                                           |
| 9        |                   | 人类到底是甚麼呢？                                                      | 妮亞     | 中島一基        | 大塚雅彥          | 岩崎太郎                          | 向田隆                                             |
| 10       |                   | 大哥到底是誰呢？                                                        | 妮亞     | 佐伯昭志        | 木村隆一          | 栗本宏志                          | 中村章子（人物） 平田雄三（機械）                  |
| 11       |                   | 西蒙，松开手吧                                                          | 妮亞     | 佐伯昭志        | 本多康之          | 森宮崇佳                          | 西山忍                                             |
| 12       |                   | 庸子小姐，我有一事相求                                                  | 妮亞     | 砂山蔵澄        | 木村哲            | 栗本宏志                          | 高村和宏（人物） 平田雄三（機械）                  |
| 13       |                   | 大家，尽~情的吃吧                                                       | 妮亞     | 砂山蔵澄        | 本多康之          | 橫山彰利                          | 平田雄三（人物） 阿部慎吾（機械）                  |
| 14       |                   | 各位，你們好                                                            | 妮亞     | 山口宏          | 中山勝一          | 中山勝一                          | 久保田誓                                           |
| 15       |                   | 我要邁向明天                                                            | 妮亞     | 砂山藏澄        | 小竹步 大塚雅彥   | 摩砂雪 大塚雅彥 貞方希久子 小竹歩 |                                                    |
| 16       |                   | 总集篇                                                                  | 維拉爾   | -               | 山賀博之          | -                                 | -                                                  |
| 17       |                   | 你什么都没搞懂                                                          | 羅修     | 中島一基        | 鶴卷和哉          | 大塚雅彥                          | 錦織敦史 中村章子                                  |
| 18       |                   | 这个世界的谜团，说来听听吧                                              | 羅修     | 中島一基        | 大塚雅彥          | 篠原俊哉                          | 山田正樹（人物） 小田剛生（機械）                  |
| 19       |                   | 不管用什么手段也要活下去                                                | 羅修     | 中島一基        | 大塚雅彥          | 山口賴房                          | 本村晃一                                           |
| 20       |                   | 神到底要考验我们到什么地步                                              | 羅修     | 中島一基        | 中山勝一          | 下司泰弘                          | 芳垣祐介                                           |
| 21       |                   | 你是应该活下去的人                                                      | 羅修     | 中島一基        | 中村哲治          | 佐伯昭志                          | 柴田由香 阿部真吾                                  |
| 22       |                   | 那是我最後的義務                                                        | 羅修     | 中島一基        | 大塚健            | 池畠博史                          | 林明美（Layout） 貞方希久子（人物） 雨宮哲（機械） |
| 23       |                   | 上吧，這是最後一戰了                                                    | 西蒙     | 中島一基        | 佐伯昭志          | 木村隆一                          | 平田雄三 小島大和                                  |
| 24       |                   | 怎可能忘記，這一分一秒                                                  | 西蒙     | 砂山藏澄        | 中山勝一          | 中山勝一                          | 久保田誓 桑名郁朗                                  |
| 25       |                   | 你的遺志我收下了！                                                      | 西蒙     | 山口宏 中島一基 | 佐伯昭志          | 吉田徹                            | 貴志夫美子（人物） 中澤勇一（機械）                |
| 26       |                   | 我上了，好兄弟                                                          | 西蒙     | 中島一基        | 大塚雅彥 平松禎史 | 大塚雅彥                          | 平松禎史 平田雄三 阿部慎吾                         |
| 27       |                   | 天上的光芒全都是星星                                                    | 西蒙     | 中島一基        | 今石洋之          | 今石洋之                          | 錦織敦史                                           |
| 電影動畫 |                   |                                                                         |          |                 |                   |                                   |                                                    |
| 前篇     |                   | 紅蓮篇                                                                  | 不適用   | 中島一基        | 今石洋之 錦織敦史 | 大塚雅彥                          | 錦織敦史（人物） 今石洋之（機械）                  |
| 後篇     |                   | 螺岩篇                                                                  | 不適用   | 中島一基        | 今石洋之          | 大塚雅彥 上村泰                   | 錦織敦史（人物） 今石洋之（機械）                  |

## 播放單位
| 播放地區       | 播放電視台     | 播放日期                       | 當地播放時間         | 所屬聯播網            | 備註               |
| -------------- | -------------- | ------------------------------ | -------------------- | --------------------- | ------------------ |
| 關東廣域圈     | 東京電視台     | 2007年4月1日 - 9月30日         | 星期日 8:30 - 9:00   | 東京電視台系列        |                    |
| 北海道         | 北海道電視台   | 2007年4月1日 - 9月30日         | 星期日 8:30 - 9:00   | 東京電視台系列        |                    |
| 愛知縣         | 愛知電視台     | 2007年4月1日 - 9月30日         | 星期日 8:30 - 9:00   | 東京電視台系列        |                    |
| 大阪府         | 大阪電視台     | 2007年4月1日 - 9月30日         | 星期日 8:30 - 9:00   | 東京電視台系列        |                    |
| 岡山縣、香川縣 | 瀨戶內電視台   | 2007年4月1日 - 9月30日         | 星期日 8:30 - 9:00   | 東京電視台系列        |                    |
| 福岡縣         | TVQ九州放送    | 2007年4月1日 - 9月30日         | 星期日 8:30 - 9:00   | 東京電視台系列        |                    |
| 日本全域       | BS日本         | 2007年4月4日 - 10月3日         | 星期三 19:00 - 19:30 | 東京電視台系列 BS放送 |                    |
| 日本全域       | AT-X           | 2007年4月19日 - 10月18日       | 星期四 11:30 - 12:30 | CS放送                | 有重播時段         |
| 日本全域       | Kids Station   | 2008年10月20日 - 2009年1月26日 | 星期一 23:00 - 24:00 | CS放送                | 2集連播 有重播時段 |
| 東京都         | 東京都會電視台 | 2013年1月5日 - 6月29日         | 星期六 23:30 - 24:00 | 独立局                | 『E!TV』           |
| 栃木縣         | 栃木電視台     | 2013年1月5日 - 6月29日         | 星期六 23:30 - 24:00 | 独立局                |                    |
| 群馬縣         | 群馬電視台     | 2013年1月5日 - 6月29日         | 星期六 23:30 - 24:00 | 独立局                |                    |
| 日本全域       | BS11           | 2013年1月5日 - 6月29日         | 星期六 23:30 - 24:00 | BS放送                | 『ANIME+』         |

| 播放地區 | 播放電視台 | 播放日期               | 當地播放時間            | 所屬聯播網 | 備註                 |
| -------- | ---------- | ---------------------- | ----------------------- | ---------- | -------------------- |
| 臺灣     | Animax     | 2009年4月28日 - 6月3日 | 星期一至五21:00 - 21:30 | 有線電視   | 含中文配音、重播時段 |
| 香港     | Animax     | 2009年4月29日 - 6月4日 | 星期一至五19:00 - 19:30 |            |                      |

## 衍生作品

### 剧场版
剧场版 天元突破红莲螺巖 红莲篇
剧场版第1部。2008年9月6日上映。主要剧情为TV第01-14话的总集编，并对大红莲团对战四天王的部分进行了重新演绎。
主题歌
演唱 - 中川翔子、作词 - meg rock、作曲 - 藤末樹、編曲 - nishi-ken
插入曲
演唱 - 中川翔子、作词 - kemeg rock　作曲・編曲：黒須克彦
剧场版 天元突破红莲螺巖 螺巖篇
剧场版第2部。2009年4月25日上映。主要剧情为TV第15-27话的总集编，并对大红莲团对战反螺旋族的部分进行了重新演绎。
主题歌
演唱 - 中川翔子、作词 - meg rock、作曲 - 黒須克彦、編曲 - nishi-ken作詞
插入曲
演唱 - 中川翔子、作词 - kemeg rock　作曲・編曲：斎藤真也
超天元突破紅蓮螺巖與安基斯拜拉爾最後一戰所使用的特別重新演繹的曲目，在螺巖篇當中被譽為"最熱血賺人血淚"的戰鬥場面；也是跟ＴＶ版互相輝映的連繫。

## 出版書籍

### 漫畫
天元突破 紅蓮螺巖
《月刊電擊Comic Gao!》2007年6月號（2007年4月27日發售）連載開始。月刊電擊Comic Gao!停刊之後、移籍至月刊Comic電擊大王上重新連載。作畫擔當為森小太郎。單行本全10卷。
| 冊數 | MediaWorks     | MediaWorks             | 台灣角川       | 台灣角川               |
| 冊數 | 發售日期       | ISBN                   | 發售日期       | ISBN                   |
| ---- | -------------- | ---------------------- | -------------- | ---------------------- |
| 1    | 2007年9月27日  | ISBN 978-4-8402-4057-4 | 2009年7月31日  | ISBN 978-986-237-203-6 |
| 2    | 2008年3月27日  | ISBN 978-4-8402-4253-0 | 2009年11月20日 | ISBN 978-986-237-380-4 |
| 3    | 2008年11月27日 | ISBN 978-4-04-867441-6 | 2010年3月6日   | ISBN 978-986-237-536-5 |
| 4    | 2009年6月27日  | ISBN 978-4-04-867928-2 | 2010年8月14日  | ISBN 978-986-237-808-3 |
| 5    | 2010年3月27日  | ISBN 978-4-04-868511-5 | 2010年10月28日 | ISBN 978-986-237-904-2 |
| 6    | 2010年11月27日 | ISBN 978-4-04-868995-3 | 2011年5月14日  | ISBN 978-986-287-172-0 |
| 7    | 2011年6月27日  | ISBN 978-4-04-870627-8 | 2012年1月4日   | ISBN 978-986-287-498-1 |
| 8    | 2012年1月27日  | ISBN 978-4-04-886284-4 | 2012年7月18日  | ISBN 978-986-287-830-9 |
| 9    | 2012年9月27日  | ISBN 978-4-04-891024-8 | 2013年3月20日  | ISBN 978-986-325-282-5 |
| 10   | 2013年6月27日  | ISBN 978-4-04-891771-1 | 2014年3月12日  | ISBN 978-986-325-823-0 |

紅蓮学園篇
《月刊Comp Ace》（角川書店）2008年10月號開始連載平行宇宙世界觀的學園漫畫作品。故事構成：財津A司、作畫：吉川かば夫。單行本全1卷。
| 冊數 | 角川書店      | 角川書店               |
| 冊數 | 發售日期      | ISBN                   |
| ---- | ------------- | ---------------------- |
| 全   | 2009年3月21日 | ISBN 978-4-04-715225-0 |

螺旋少年譚
《月刊Comp Ace》（角川書店）2009年8月號到2010年3月號進行連載的平行宇宙世界觀的漫畫作品。作畫：たくま朋正。單行本全1卷。
| 冊數 | 角川書店     | 角川書店               |
| 冊數 | 發售日期     | ISBN                   |
| ---- | ------------ | ---------------------- |
| 全   | 2010年2月6日 | ISBN 978-4-04-715368-4 |

男一匹編・男どアホウ!編・決戦!男組編
本篇動畫DVD系列特典廣播劇CD漫畫化。『月刊Hero's』2013年9月號到2014年1月號期間連載「男一匹編」、同誌2014年2月號到2015年4月號進行《男どアホウ!編》連載。同誌2015年7月號進行《決戦!男組編》連載中。同誌2015年5月號進行《男どアホウ!番外編》刊登揭載。作畫：ののやまさき。

### 小說
小學館GAGAGA文庫出版刊行。全4卷。前2卷由砂山藏澄執筆、第3卷由中島かずき擔當著作。當初預定為全3卷的企劃、卻因為小說超出規定外的字數太多而分為4卷單行本。内容按照電視版劇情改編、有一小部分變更。
| 冊數 | 小學館         | 小學館                 |
| 冊數 | 發售日期       | ISBN                   |
| ---- | -------------- | ---------------------- |
| 1    | 2007年8月17日  | ISBN 978-4-09-451021-8 |
| 2    | 2007年10月18日 | ISBN 978-4-09-451034-8 |
| 3    | 2008年2月20日  | ISBN 978-4-09-451055-3 |
| 4    | 2008年12月19日 | ISBN 978-4-09-451105-5 |

## 譯名
此作傳出的官方譯名曾多次更改。此作亦有使用雙關語。
根據《天元突破》的製作成員訪談，此作是以內容為先，不為設定而設定，不斷改動。
TV版和TV版的DVD版兩者的內容相同，DVD版基本上只是補上了一些在TV版不能播出的畫面，官方網站亦把兩者視為同一的作品。
以下「原文」指TV版和劇場版（抱括兩者的DVD版）內的語文。
以下「官方」（資料）基本上指官方資料對TV版和劇場版（抱括兩者的DVD版）故事內容和設定的記載。
漫畫等完全平行世界設定的作品以下不包括「官方」一詞內。

### 拼音文字
| 原文 | 日語羅馬字          |
|      | Shimon              |
|      | Kamina              |
|      | Yo-ko               |
|      | Rittona-            |
|      | Nia                 |
|      | Tepperin            |
|      | Bu-ta               |
|      | Kitan               |
|      | Bachika             |
|      | Ri-ron              |
|      | Roshiu              |
|      | Adai                |
|      | Gimi-               |
|      | Dari-               |
|      | Kiyou               |
|      | Kinon               |
|      | Kiyaru              |
|      | Dayakka             |
|      | Koko ji             |
|      | Viraru              |
|      | Ro-jenomu           |
|      | Aniki               |
|      | Ganmen              |
|      | Guren               |
|      | Ragan               |
|      | Koa doriru          |
|      | Giga doriru bureiku |
|      | Kasou seimeitai     |
|      | Ikki toushin        |

### 官方資料

#### 官方資料中提及的羅馬字或英文寫法
| 原文 | 官方英文        |
|      | Simon           |
|      | Kamina          |
|      | Yoko            |
|      | Nia             |
|      | Boota           |
|      | Kittan          |
|      | Leeron          |
|      | Rossiu          |
|      | Gimmy           |
|      | Darry           |
|      | Kiyoh           |
|      | Kinon           |
|      | Kiyal           |
|      | Dayakka         |
|      | Old Coco        |
|      | Viral           |
|      | Lordgenome      |
|      | Lordgenome Head |

#### 官方資料中提及的漢字寫法
| 原文 | 官方漢字 | 以前曾經使用過的官方漢字 |
|      |          |                          |
|      |          |                          |
|      |          |                          |

### 官方其他作品
| 原文 |  |
| （） |  |
| （） |  |
| （） |  |
|      |  |
| （） |  |

### 正式中文代理與電視台
| 原文 | Animax HK | Animax TW |
|      |           |           |
|      |           |           |
|      |           |           |
|      |           |           |
|      |           |           |
|      |           |           |
|      |           |           |
|      |           |           |
|      |           |           |
|      |           |           |
|      |           |           |
|      |           |           |
|      |           |           |
|      |           |           |
|      |           |           |
|      |           |           |
|      |           |           |
|      |           |           |
|      |           |           |
|      |           |           |
|      |           |           |
|      |           |           |
|      |           |           |
|      |           |           |
|      |           |           |
|      |           |           |
|      |           |           |
|      |           |           |
|      |           |           |
|      |           |           |
|      |           |           |